# Kościół św. Mateusza w Hamburgu

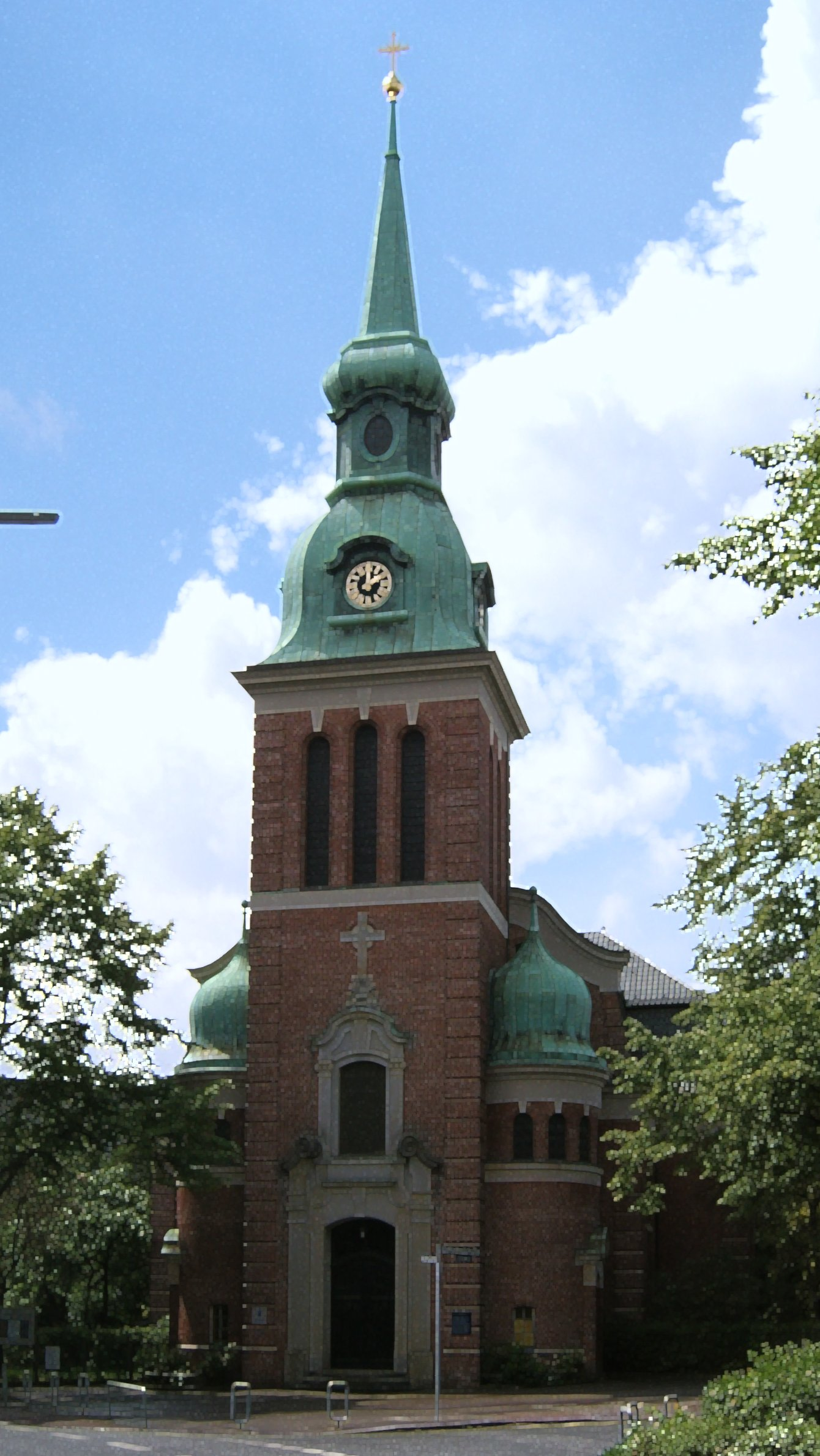
Kościół św. Mateusza w Hamburgu

Kościół św. Mateusza w Hamburgu (niem. Matthäuskirche) – kościół luterański, w dzielnicy Winterhude, w Hamburgu. Zbudowany został w latach 1910-1912 w stylu neobarokowym.
Kościół jest ozdobiony witrażami Charlsa Crodela, który również wykonał witraże w kościele św Jakuba i Kościele Mariackim w Fuhlsbüttel. Witraże zostały zamontowane pomiędzy 1961 i 1971 rokiem.